# Chloridolum shibatai
Chloridolum shibatai är en skalbaggsart som beskrevs av Hayashi 1971. Chloridolum shibatai ingår i släktet Chloridolum och familjen långhorningar.
Artens utbredningsområde är Taiwan. Inga underarter finns listade i Catalogue of Life.